# نادي مولودية الداخلة
نادي مولودية الداخلة هو نادٍ رياضي مغربي. يمارس في دوري قسم الهواة الثاني المغربي، تأسس سنة 1984 يرتدي اللونين الأصفر والأزرق، وهي ألوان رمال الصحراء ومياه المحيط الأطلسي التي تمتزج بمدينة الداخلة.